# Печёнкино (Еткульский район)
Печёнкино — деревня в Еткульском районе Челябинской области России. Административный центр Печёнкинского сельского поселения.

## География
Деревня находится на северо-восточном берегу озера Еткуль и на северо-западном берегу озера Хохловатое, на расстоянии 3 км к северо-востоку от села Еткуль, административного центра района.

## Население
| 2002 | 2010 |
| ---- | ---- |
| 622  | ↗688 |

### Половой состав
По данным Всероссийской переписи, в 2010 году численность населения деревни составляла 688 человек (338 мужчин и 350 женщин).

## Улицы
| - ул. Заречная, - ул. Луговая, - ул. Мира, | - ул. Набережная, - ул. Новая, - ул. Пионерская, | - ул. Российская, - ул. Северная, - ул. Строителей. |